# Karl Albert Wegelius
Karl Albert Wegelius, K.A. Wegelius, född 13 september 1864 i Suoniemi, död 1 september 1939 i Joensuu, var en finländsk skolman och aktivistförfattare. 
Wegelius blev filosofie kandidat 1889 och var lektor i religion, logik och svenska vid Joensuun lyseo 1893–1927. Han publicerade 1913 några böcker om skolfrågor. Efter finska inbördeskriget tog han itu med forskningar om jägarrörelsen och med insamling av förstahandsuppgifter om förberedelserna till kriget; han utgav bland annat verket Aseveljet (två band, 1924–1925, svensk översättning Vapenbröderna, 1925–1926) och Routaa ja rautaa (fem band, 1926–1933), som endast delvis översattes till svenska (För Finlands frihet, 1937).